# Dundo
Dundo-Chitato, conhecida somente como Dundo, é uma cidade e comuna angolana, sede do município de Chitato e capital da província de Lunda Norte. Está a aproximadamente 10 km da fronteira com o Congo-Quinxassa ao norte.
A comuna conta com uma população aproximada de 180 000 habitantes, segundo as projeções populacionais de 2018, elaboradas pelo Instituto Nacional de Estatística.

## História
A história recente da região começa em 1912, após dois geólogos da empresa Forminière encontraram 7 diamantes no ribeiro Mussalala, afluente do rio Chiumbe; neste mesmo ano foi formada a Companhia de Pesquisas Mineiras de Angola, que instalou um acampamento na região, onde descobriu-se ainda mais diamantes nos vales dos rios Cuango e Luachimo, nas proximidades da fronteira de Angola com o Congo-Quinxassa.

### Fundação da vila mineira
A Companhia de Pesquisas Mineiras de Angola fundou então, em 1912, a vila de Dundo-Chitato para ser uma pequena "vila operária", ou seja, uma localidade planejada para apoiar as operações de mineração em expansão. Em 1917 começa a encabeçar os projetos a empresa mineradora Diamang, que havia recebido a concessão de mineração de diamantes em toda a região de Lunda, baseando sua sede na pequena vila de Dundo-Chitato.
Para apoiar as operações de mineração, a região recebeu, principalmente na década de 1920, grandes investimentos, com a abertura de estradas, pontes, a construção de escolas, centros de saúde, aeroportos, organismos de segurança e órgãos administrativos coloniais.

### Período das guerras
A partir do final da década de 1960 e início da década de 1970 a Guerra de Independência de Angola atinge em cheio a região, quando o MPLA consegue formar a "Frente Leste". A região era vital, pois os diamantes dariam sustento econômico para a guerra.
Entre 1967 e 1975 a região ficou sob pressão militar da FNLA e depois da UNITA, sendo retomada por completo pelo MPLA somente na década de 1980, permanecendo muito instável. Essa instabilidade fez ocorrer um fluxo populacional maior que o planejado para as cidades mineiras como Dundo, à medida que as pessoas buscavam pontos com grande presença de forças de segurança. Aliado a isso, a proximidade com a fronteira fez o Dundo transformar-se num dos maiores campos de refugiados em Angola, desde a Crise do Congo, na década de 1960.

### Capital provincial
Em 1978 Lunda Norte torna-se província e, em 1997, o governo transfere provisoriamente a capital de Lucapa para a cidade de Dundo, fato que é ratificado como definitivo no ano de 2000.
Para albergar essa nova realidade, como capital provincial, o governo iniciou, no final da década de 2000, o projeto "Centralidade do Dundo", para melhoria das infraestruturas da cidade como centro administrativo e de governo norte-lundense. O projeto foi planeado para suportar 700 edifícios com 4 a 18 andares e 5003 apartamentos. As vendas deram o início em dezembro de 2015. A construção desses bairros administrativos do Dundo está sob responsabilidade da empresa IMOGESTIM SA.

## Geografia

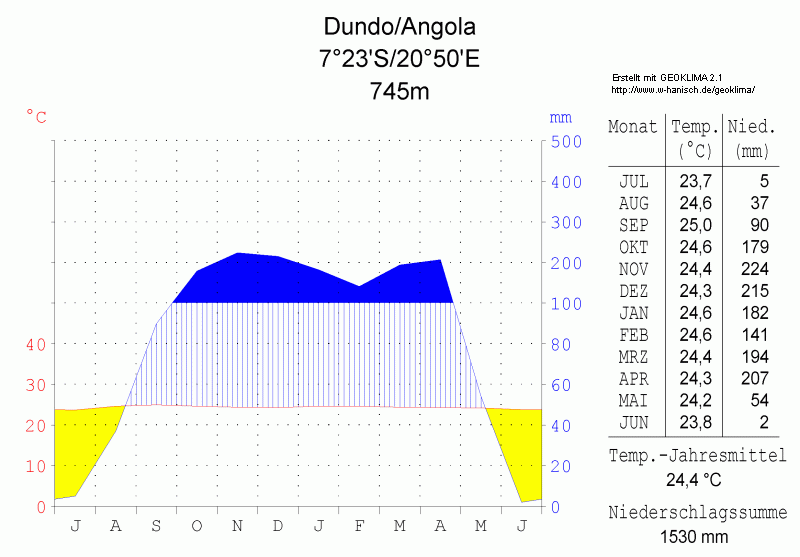
Diagrama climático do Dundo, anos de 2005 e 2006.

A cidade é subdividida nos distritos urbanos de Dundo-Chitato e na comuna-distrito de Luachimo; é organizada em vários bairros, dentre eles os de Samacaca, Camaquenzo, Centralidade do Dundo, Bairro Norte, Estufa, Bairro Sul, Sachindongo, 4 de Abril, Caxinde, Tuliveno, Taxa Barragem, Nagacumona, Aeroporto, Cacanda, Camatundo e Cassanguidi.
Segundo a classificação climática de Köppen-Geiger, predomina na região o clima tropical de savana (Aw/As), com temperatura média anual de 24,4°C e precipitação pluviométrica anual em torno de 1530 milímetros.

## Economia
O destaque econômico do Dundo são os serviços administrativos, financeiros e voltados para atendimento de saúde e educação, e; a mineração que é feita nas áreas rurais do município de Chitato, mas que mantém o centro operador na cidade do Dundo.

## Cultura e lazer

### Desporto
Acompanhando a tradição local pela prática esportiva do futebol, a cidade possui um clube no Girabola (Campeonato Angolano de Futebol), o Grupo Desportivo Sagrada Esperança, que joga suas partidas no Estádio Sagrada Esperança. O clube tem as cores verde e branca.

### Cultura
A principal atração da cidade é o Museu do Dundo, onde está a célebre máscara Mwana Pwo (Jovem Mulher). Outro ponto de interesse é o Hotel Diamante.
Uma das principais manifestações culturais-religiosas do Dundo são as festividades em honra a Nossa Senhora da Conceição, promovidas pela Diocese de Dundo. A Catedral de Nossa Senhora da Conceição é o mais portentoso edifício da cidade.
Entre as manifestações culturais mais conhecidas da cidade está a dança Chianda.

## Infraestrutura

### Transportes
As principais ligações rodoviárias do Dundo são pelas rodovias EN-180, que dá ligação ao Saurimo e à vila de Tshibinda (Congo-Quinxassa); a EN-223, que dá ligação ao Carumbo, e; a EN-190, que dá acesso à cidade de Cambulo (ou Zagi-Andrada).
A cidade dispõe de um aeródromo, o Aeroporto Camaquenzo I.

### Educação
As principais instituições de ensino da cidade são o Instituto Médio Politécnico 28 de Agosto do Dundo e a Universidade Lueji A'Nkonde.